# Brad Schumacher
Brad Schumacher (Estados Unidos, 6 de marzo de 1974) es un nadador estadounidense retirado especializado en pruebas de estilo libre, donde consiguió ser campeón olímpico en 1996 en los relevos de 4x100 metros y 4x200 metros.

## Carrera deportiva
En los Juegos Olímpicos de Atlanta 1996 ganó la medalla de oro en los relevos de 4x100 metros libre, con un tiempo de 3:15.41 segundos, por delante de Rusia y Alemania, y en los 4x200 metros libre también el oro, con un tiempo de 7:14.84 segundos, por delante de Suecia y Alemania.